# خنافس اللحاء
خنافس اللحاء (الاسم العلمي: Scolytina) هي تحت قبيلة من الحشرات تتبع فصيلة السوسية الحقيقية من رتبة غمديات الأجنحة.

## أجناس خنافس اللحاء
- خنفساء القلف